# Grand Prix moto des États-Unis 2005
Le  Grand Prix moto des États-Unis 2005 est la huitième manche du championnat du monde de vitesse moto 2005. La compétition s'est déroulée du 8 au 10 juillet 2005 sur le Mazda Raceway Laguna Seca.
C'est la 12e édition du Grand Prix moto des États-Unis et la 9e édition comptant pour les championnats du monde.
Seules les MotoGP ont participé à cette course, la loi californienne sur la préservation de l'air interdisant l'utilisation des moteurs deux temps.

## Classement final MotoGP
| Pos. | Pilote           | Moto     | Temps/Écart     | Départ | Points |
| ---- | ---------------- | -------- | --------------- | ------ | ------ |
| 1    | Nicky Hayden     | Honda    | 45 min 15 s 374 | 1      | 25     |
| 2    | Colin Edwards    | Yamaha   | +1 s 941        | 5      | 20     |
| 3    | Valentino Rossi  | Yamaha   | +2 s 312        | 2      | 16     |
| 4    | Max Biaggi       | Honda    | +4 s 216        | 7      | 13     |
| 5    | Sete Gibernau    | Honda    | +4 s 478        | 13     | 11     |
| 6    | Troy Bayliss     | Honda    | +22 s 381       | 4      | 10     |
| 7    | Makoto Tamada    | Honda    | +22 s 493       | 9      | 9      |
| 8    | John Hopkins     | Suzuki   | +23 s 148       | 6      | 8      |
| 9    | Shinya Nakano    | Kawasaki | +23 s 625       | 10     | 7      |
| 10   | Loris Capirossi  | Ducati   | +26 s 123       | 14     | 6      |
| 11   | Ruben Xaus       | Yamaha   | +43 s 512       | 16     | 5      |
| 12   | Alex Hofmann     | Kawasaki | +50 s 957       | 15     | 4      |
| 13   | Toni Elias       | Yamaha   | +51 s 343       | 17     | 3      |
| 14   | Kenny Roberts Jr | Suzuki   | +1 min 13 s 749 | 12     | 2      |
| 15   | Shane Byrne      | Proton   | +1 min 24 s 256 | 19     | 1      |
| 16   | James Ellison    | Blata    | +1 min 24 s 524 | 20     |        |
| 17   | Franco Battaini  | Blata    | +1 tour         | 21     |        |
| Abd. | Roberto Rolfo    | Ducati   | Abandon         | 18     |        |
| Abd. | Carlos Checa     | Ducati   | Abandon         | 8      |        |
| Abd. | Marco Melandri   | Honda    | Abandon         | 11     |        |
| Abd. | Alex Barros      | Honda    | Abandon         | 3      |        |